# Gara Palas
Gara Palas este o gară care deservește municipiul Constanța, România.